# Nordjapan
Als Nordjapan (jap. 北日本, Kita-Nihon oder Kita-Nippon) bezeichnet man in einer groben, rechtlich nicht fixierten Unterteilung Japans, den nördlichen Teil des Landes, konkret meist die Regionen Hokkaidō und Tōhoku, so zum Beispiel bei der Kishō-chō, dem staatlichen Wetteramt. In manchen Zusammenhängen wird auch die Präfektur Niigata oder die ganze Region Hokuriku als Teil Nordjapans verstanden. Oft wird Nordjapan zu Ostjapan gezählt, dem es geologisch, historisch und kulturell verbunden ist.
Verwendung findet der Begriff unter anderem in den Namen einer Reihe von Unternehmen, z. B. bei der Kita-Nippon Ginkō, einer Regionalbank mit Sitz in der Präfektur Iwate, Kita-Nihon Hōsō, einem Lokalsender in der Präfektur Toyama oder Kita-Nihon Zōsen, einem Schiffbauunternehmen mit Sitz in der Präfektur Aomori.
Historisch gemeinsam ist Nordjapan, dass es in weiten Teilen lange von Ainu bzw. Emishi bewohnt, zu Beginn der Nara-Zeit im 8. Jahrhundert noch nicht vollständig in die staatliche Organisation Japans nach dem Ritsuryō-System einbezogen war und erst danach erschlossen wurde; die japanische Besiedlung von Hokkaidō (Ezo) erfolgte größtenteils erst im 19. Jahrhundert.